# Sandélie
Sandélie (Sandelia) je rod paprskoploutvých ryb z čeledi lezounovití (Anabantidae). Rod je endemický v Jihoafrické republice a zahrnuje pouze dva druhy, sandélii jihoafrickou (Sandelia bainsii) a sandélii kapskou (Sandelia capensis). Sandélie se starají o potomstvo, jako jediný rod labyrintek se vytírají na substrát na dně. Oba druhy sandélií jsou ohroženy destrukcí biotopu a introdukovanými predátory. Sandélie jihoafrická je vedena jako ohrožený druh na červeném seznamu IUCN. Rod byl pojmenován po jihoafrickém černošském vůdci Sandileovi.

## Taxonomie
Rod Sandelia zahrnuje dva druhy:
- sandélie jihoafrická (Sandelia bainsii)
- sandélie kapská (Sandelia capensis)

Typovým druhem rodu je sandélie jihoafrická.